# Масько, Дмитрий Константинович
Дмитрий Константинович Масько (1909 года, село Пушкари — 1987 года, Киев, Украинская ССР) — передовик производства, бригадир проходчиков «Киевметростроя» Министерства транспортного строительства СССР, гор. Киев. Герой Социалистического Труда (1961).

## Биография
Родился в 1909 году в крестьянской семье в селе Пушкари (сегодня — Лебединский район Сумской области). Участвовал в Великой Отечественной войне. После демобилизации поселился в Киеве, где устроился на работу в «Киевметрострой». Работал на строительстве киевского метро. Был назначен бригадиром проходчиков.
В 1961 году удостоен звания Героя Социалистического Труда.
После выхода на пенсию проживал в Киеве, где скончался в 1982 году. Похоронен на Байковом кладбище.

## Награды
- Герой Социалистического Труда — указом Президиума Верховного Совета от 11 января 1961 года
- Орден Ленина
- Орден Красной Звезды